# Chiusa di Casalecchio di Reno
(Stendhal, Roma, Napoli e Firenze)

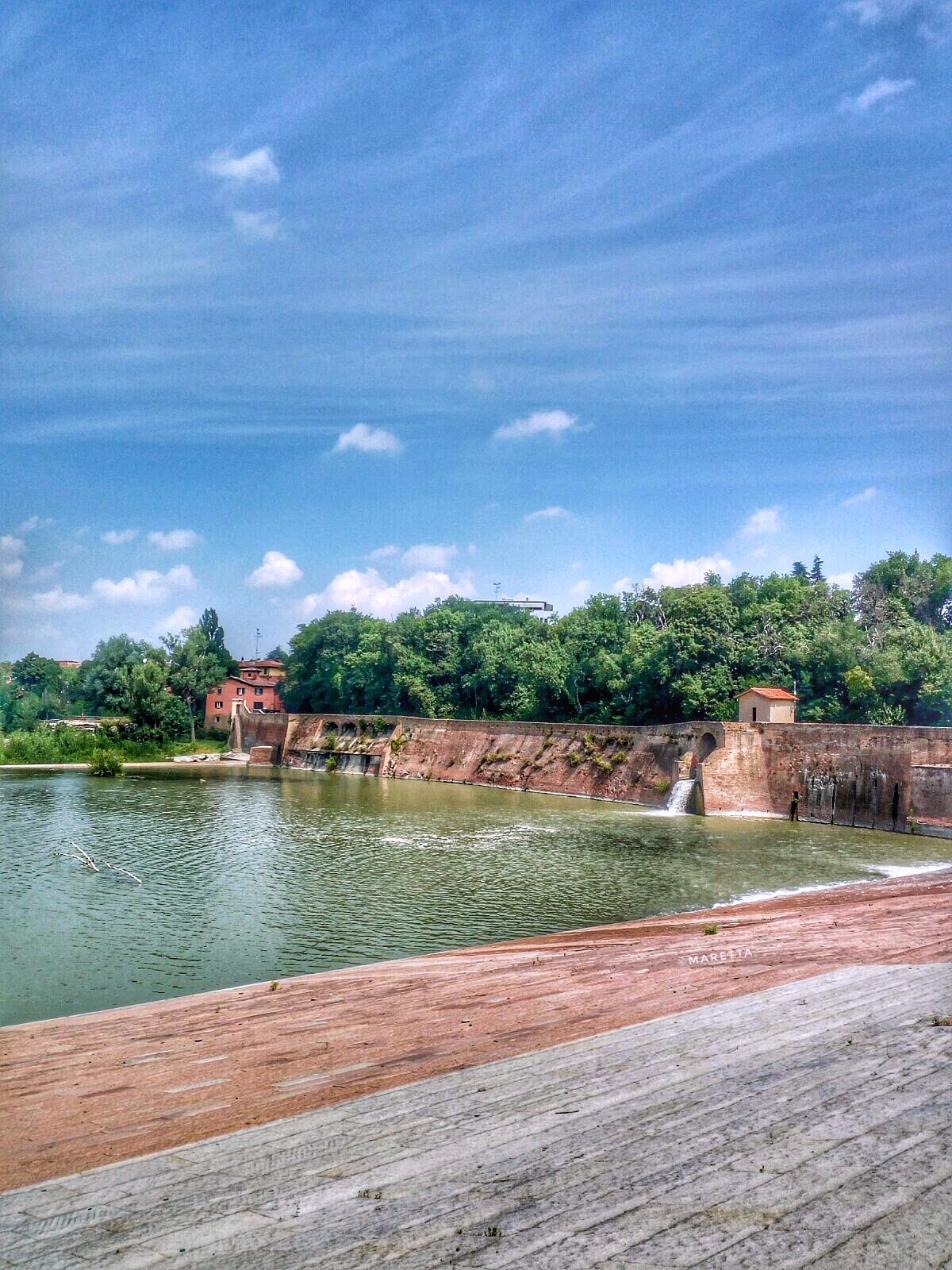
La chiusa di Casalecchio di Reno

La chiusa di Casalecchio di Reno è una chiusa di origine medievale posta sul fiume Reno. È situata nel comune di Casalecchio di Reno, in provincia di Bologna, nella regione Emilia-Romagna, e rappresenta il punto in cui il Reno abbandona il suo percorso naturale montano per entrare in pianura, guidato dall'uomo, attraverso il Canale di Reno.
Si tratta di un'opera idraulica di rilievo per via del ruolo fondamentale che ricoprì nell'industria serica bolognese, settore trainante dell'economia locale fra il XIII e il XVIII secolo. La chiusa di Casalecchio, infatti, fu in quel periodo la maggior fornitrice di acqua necessaria ai filatoi da seta.

## Dal secolo XII al XV

### La chiusa lignea
Fino alla sistemazione della chiusa ordinata dal Cardinale Legato Pontificio Egidio Albornoz dopo il 1360, i fatti e le date relativi alla chiusa di Casalecchio di Reno rimangono incerti e sono stati ampiamente dibattuti da storici bolognesi quali Leandro Alberti, Cherubino Ghirardacci, Carlo Sigonio, Pompeo Vizzani, Ludovico Savioli e Giuseppe Guidicini.
Sulla base del manoscritto ottocentesco B 2238, che fissa a un non ulteriormente precisato anno Mille l'esistenza di una rudimentale chiusa (chiamata "Pescaja" o "Steccaia"), alcuni studiosi fanno risalire la struttura al secolo XI. Di certo però la chiusa è attestata nel 1183, anno dell'apertura ufficiale della chiusa stessa e del canale di Reno. Tra l'altro, pur supponendo che il canale avesse diverse strutture atte a irregimentare le acque e a pescare, pare ragionevole che la chiusa dati a un periodo anteriore alla costruzione della ramificazione del canale di Reno, avvenuta nel 1191, che fu funzionale a portare l'acqua fino alla cinta muraria di Bologna. Tale ramificazione costeggiava via del Pratello e ne facevano uso i cosiddetti Ramisani, che devono il nome alla loro natura di comproprietari di un ramo del Reno. I Ramisani (originariamente 41) erano riuniti in un consorzio e si occupavano delle spese di mantenimento di canale e chiusa.
Non è certo a chi sia da attribuire l'iniziativa di costruire la chiusa, ma una possibile ipotesi vede i canonici Renani, appartenenti alla canonica di S. Maria del Reno (fondata nel 1130), che erano dotati dei mezzi economici, organizzativi e tecnici necessari per tale impresa. Sicuro è, invece, che in origine la chiusa fosse una costruzione modesta, collocata in un punto non ricostruibile oggi con precisione e successivamente migliorata e ampliata in base alle funzioni e alle potenzialità che con il passare degli anni le furono richieste.
Il 29 maggio 1208 il consorzio dei Ramisani cedette al Comune di Bologna i diritti sull'acqua superflua alle loro lavorazioni, come è riportato nel relativo atto, rogato dal notaio Giovanni Canova e conservato attualmente nel "Registro Grosso", presso l'Archivio di Stato di Bologna. Fra i Ramisani sottoscrittori compaiono nomi appartenenti alla nobiltà feudale, nomi d'origine mercantile e nomi legati all'ambiente universitario.
Fino alla metà del secolo XIII la chiusa era probabilmente un semplice sbarramento di legno simile a una palizzata. La costituivano grossi pali di legno infissi sul fondo dell'alveo fluviale e collegati gli uni agli altri tramite traverse, ferle e funi di canapa. Non doveva essere particolarmente alta e probabilmente era rinforzata da grandi massi disposti a scogliera. Si trattava quindi di una struttura piuttosto vulnerabile, bisognosa di costanti e costose manutenzioni.

### La chiusa in pietra
Per ovviare a tali costi, il Comune di Bologna fece costruire nel 1250 una chiusa in pietra più a monte della precedente in legno; a questo si aggiunse lo scavo di un tratto di collegamento fra la nuova struttura e il canale già esistente, detto "ramus vetus". Tali compiti furono gestiti da una commissione tecnica costituita dall'ingegnere Alberto, mastro Giovanni da Brescia, mastro Michele Delamusca e mastro Michele Lamandini. Il lavoro fu terminato nel 1278. Nonostante i buoni propositi, però, anche la nuova costruzione si rivelò bisognosa di frequenti manutenzioni, dovute alle piene del fiume e all'erosione causata dalle acque. Si hanno notizie di riparazioni eseguite negli anni 1288, 1289, 1294, 1295 e 1299. Interventi di riparazione riguardano periodicamente anche la vecchia chiusa lignea, forse considerata un impianto sussidiario, che fu ritenuta non più necessaria e quasi del tutto smantellata solo nel 1309.
Il 29 aprile 1310 una piena del Reno arrecò danni talmente gravi alla chiusa da romperla e lasciare a secco il canale, impedendo dunque che l'acqua giungesse ai mulini bolognesi. Le necessarie operazioni di ripristino, in atto già il giugno seguente, furono supervisionate dai frati Predicatori e Minori, a cui il Comune di Bologna decise di affidare il complesso chiusa-canale. Episodi come questi non erano inusuali, soprattutto nel primo trentennio del Trecento; non risulta tuttavia possibile ricostruire esattamente il numero e i dettagli degli interventi effettuati per via delle versioni contrastanti dei fatti fornite da cronache e studi.

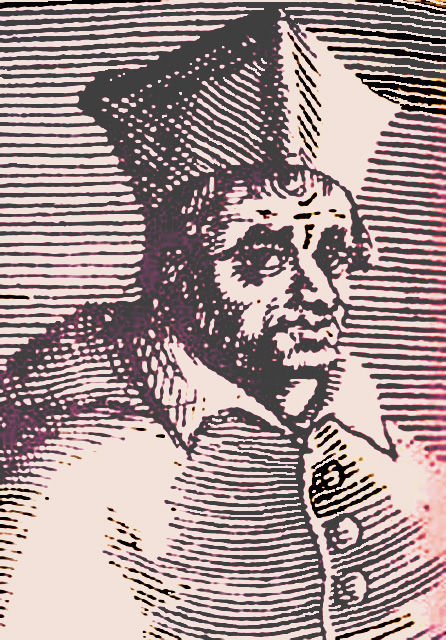
Bertrando del Poggetto

Nel 1317 si parla di interventi di tipo strutturale, e così anche nel 1324, anno in cui l'allora al governo Cardinale Bertrando del Poggetto affidò a due frati dell'ordine degli Eremitani, frate Giacomo e frate Bartolomeo, una sistemazione della chiusa che intendeva essere definitiva. Tale lavoro venne compiuto ma, al contrario delle aspettative, ebbe vita breve. Nel 1325, infatti, a seguito della battaglia di Zappolino, le truppe di Passerino Bonacolsi devastarono il territorio casalecchiese e, in quella stessa occasione, rovinarono anche la chiusa, privando così Bologna dell'acqua. L'effettivo coinvolgimento di Bonacolsi non è tuttavia certo, ma solo probabile; i danni potrebbero anche solo essere stati frutto di una violenta piena del Reno.
I ruderi della chiusa distrutta da Bonacolsi sono oggi ancora visibili a valle della chiusa attuale. Fino al 1985 erano ben più numerosi, ma in quell'anno furono in parte distrutti per un malinteso riguardante la sistemazione del fiume. I resti sono localmente chiamati "il Pracinino" (dal termine dialettale "Prè-zinèn", ovvero "prato piccolo") e "i Masgnòn" (i Macignoni). Osservandoli, è possibile inferire che la chiusa era un conglomerato di pietre e sassi legati da calce e ricoperti, su almeno parte dello scivolo della struttura, da pietra ofiolitica. Si notano anche i segni di una struttura di travi lignee, probabilmente impiegata per la sopraelevazione delle parti superiori della chiusa, e, nella calce, delle tracce di carbonella, che fanno pensare a fuochi accesi dagli operai nei momenti di sosta. La chiusa presentava gravi errori di progettazione, che la spinsero alla rovina nel 1325: la costruzione era eccessivamente lunga, sprovvista di elementi interni capaci di opporre resistenza a una forte pressione dell'acqua, e appoggiata direttamente sulla pietra, senza scavo di fondazione; le sue fondamenta affondavano infatti solamente in un alto e poco solido cuscino di ghiaia.

### La seconda chiusa in pietra
Nella successiva ricostruzione, indetta dal legato Egidio Albornoz fra il 1360 e il 1363, la chiusa fu ulteriormente spostata a monte di 200 m per sfruttare il naturale maggiore dislivello del terreno. Questa fu la sistemazione spaziale definitiva dell'impianto, che ancora oggi occupa quel sito; seguirono solo miglioramenti, aggiustamenti e rinforzi della struttura. Per esempio, Guglielmo da Siena apportò delle correzioni alla chiusa e al canale nel 1403. La chiusa di Casalecchio, così come il canale di Reno, può essere considerata campo di confronto per gli ingegneri idraulici bolognesi che, a ogni intervento, studiarono gli errori del passato per evitarne la ripetizione.

## Dal secolo XVI al XVII

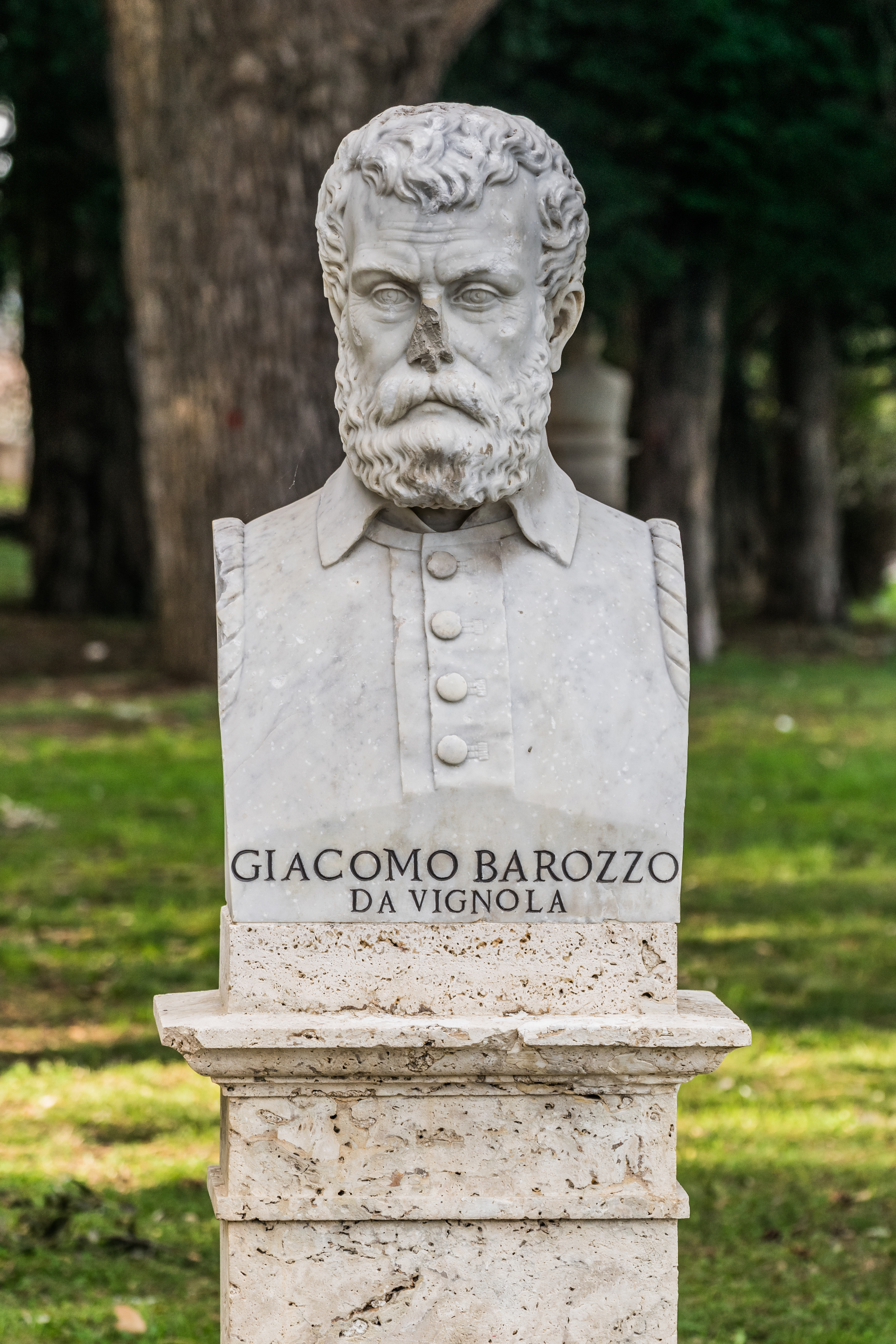
Busto di Jacopo Barozzi da Vignola a Villa Borghese

Dopo i lavori di Guglielmo da Siena, fino a oltre la metà del Cinquecento la chiusa non fu più danneggiata da piene e semplicemente sottoposta a ordinaria manutenzione e a qualche miglioria. Fu infatti solo nel 1567 che sopravvenne il danno successivo: cedette un tratto della chiusa lungo "pertiche 10 e piedi 5", mettendo a rischio l'intera struttura. Visto l'importante ruolo della chiusa nelle attività legate all'energia idraulica, l'allora papa Pio V dispose che venisse sistemata, commissionando l'opera a Jacopo Barozzi da Vignola che ne presentò il progetto. I lavori iniziarono l'anno stesso e si protrassero fino al 1574, poiché fu colta l'occasione per mettere mano anche in altri due punti della struttura. Inoltre, fu presa la decisione di proteggere lo scivolo della chiusa con un assito ligneo.
La chiusa rimase invariata per molti anni: nel secolo XVIII presentava ancora le stesse caratteristiche costruttive. Nel 1781 lo storico Serafino Calindri, infatti, così la descrive:
(Serafino Calindri, Dizionario ... della Italia)

## Dal secolo XVIII a oggi
Si giunse quasi alla fine del XIX secolo senza che la chiusa subisse ulteriori danni di grave entità: solo nel 1763 e 1790 si resero necessarie alcune riparazioni, che non posero però grandi difficoltà. L'avvenimento che maggiormente segnò la storia della chiusa di questo periodo si presentò proprio sul finire del secolo: negli ultimi giorni del settembre del 1893 un violento nubifragio abbattutosi sul bacino del Reno provocò una piena di eccezionale entità, che fu causa di una grave rotta del Reno il giorno 1 ottobre 1893.
La piena raggiunse il suo culmine alle ore 11 della mattina: l'idrometro della chiusa segnò 4,70 m sullo zero idrometrico e una portata di 2200 m³/sec, quota senza precedenti. L'onda della piena travolse case e animali e fece saltare il muro di protezione della sponda sinistra del Reno. L'acqua abbandonò così l'alveo del fiume, lasciando a secco la chiusa e il canale e causando il blocco di tutta l'industria bolognese.
Il giorno 7 ottobre le autorità cittadine si recarono presso la chiusa per valutare i danni e decidere come procedere per riportare d'urgenza l'acqua nel canale, affinché le imprese bolognesi potessero riprendere la loro consueta attività, e sistemare poi definitivamente la danneggiata sponda sinistra del fiume. I provvedimenti che la civica amministrazione decise d'intraprendere furono illustrati il 20 dicembre 1893 al sindaco Luigi Tacconi e al Consiglio Comunale di Casalecchio dal presidente della provincia Giuseppe Bacchelli, che assicurò che la Provincia stessa si sarebbe assunta gli oneri della spesa grazie a un finanziamento effettuato presso la Cassa di Risparmio di Bologna. Il 16 gennaio 1894 furono stipulati i contratti d'appalto e due giorni dopo iniziarono i lavori, salvo essere interrotti per una nuova piena del fiume e riprendere il 23 gennaio, 114 giorni dopo la rotta. Il cantiere fu diretto dall'ingegnere Giuseppe Boriani, su un progetto presentato al Consiglio Provinciale l'8 gennaio.
La notizia dell'avvio dei lavori richiamò a Casalecchio un gran numero di disoccupati, provenienti da vicino e da lontano in cerca di impiego. I braccianti locali, che si erano illusi di aver trovato un lavoro redditizio e sicuro per molto tempo, li accolsero con diffidenza. Vista l'urgenza di portare a termine in fretta i lavori, la manodopera richiesta era molta e anche i forestieri furono assunti. Ciò non mancò di causare tumulti che richiesero l'intervento dei Reali Carabinieri e il cantiere prese l'avvio con la vigilanza della forza pubblica.

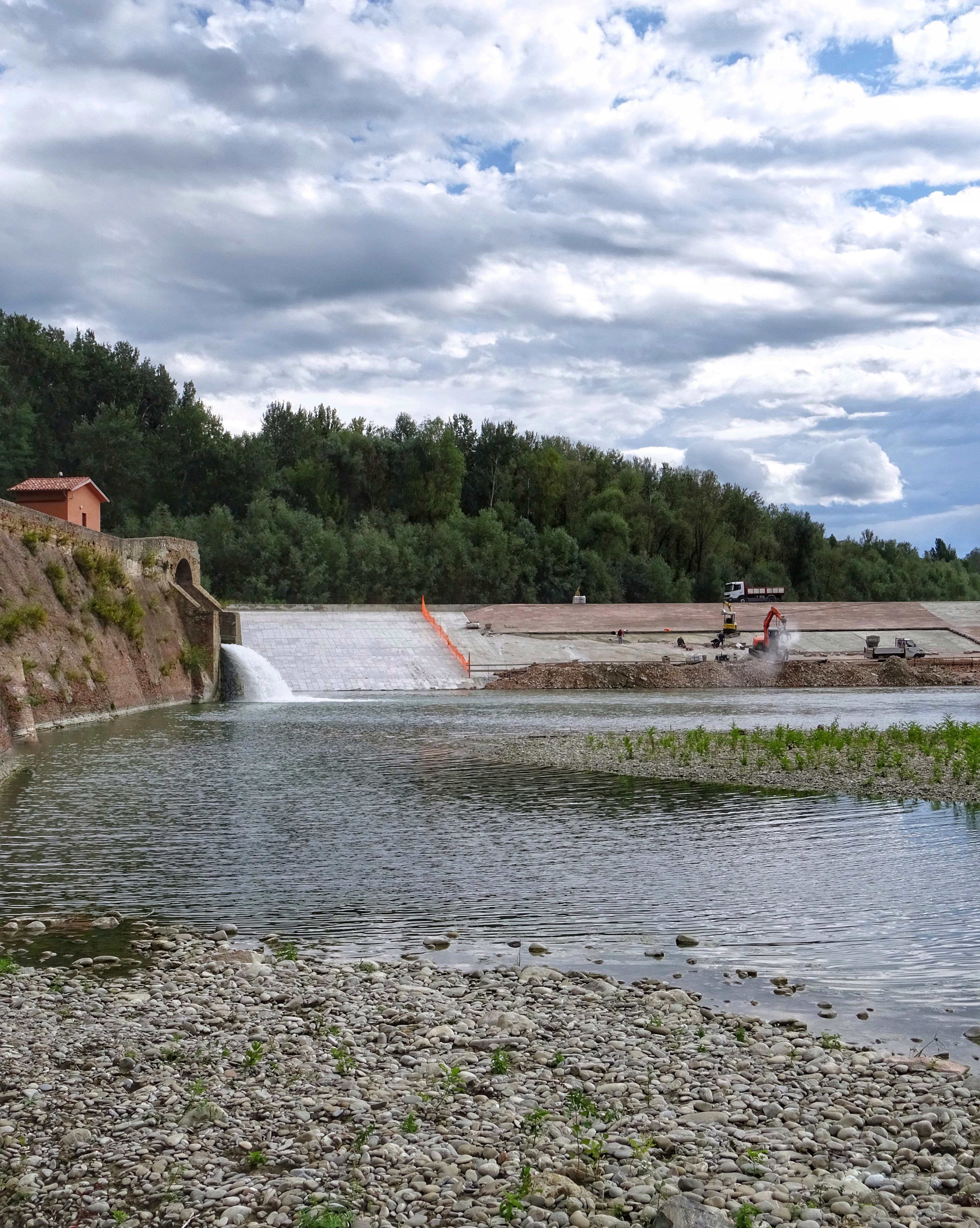
I lavori di ripristino del mantello in granito dello scivolo della chiusa, danneggiato dalla piena del Reno del 2 febbraio 2019

Il primo intervento consistette nel ricondurre il fiume al vecchio alveo. A tale scopo, furono collocati contenitori in rete metallica riempiti di sassi, detti "burghe" e prodotti dalla ditta Maccaferri, lungo la sponda sinistra del fiume. Tale fila di burghe fu subito rinforzata dalla costruzione di una diga di 252 m di lunghezza, addossata alle burghe già disposte. La diga era formata quasi interamente da ulteriori burghe del volume di 3–4 m³ e, per la parte restante, da sacchi di tela di iuta riempiti di terra per minimizzare la quantità d'acqua che riusciva a filtrare attraverso le burghe. Inoltre, a monte della diga e come sua prosecuzione lungo la sponda dell'alveo fluviale, fu costruito un repellente per deviare ulteriormente la corrente del Reno. Il repellente era lungo circa 100 m, formato da un nucleo di terra vegetale e rivestito su fianchi e sommità da gradoni di burghe, che furono collocate in numero maggiore sul lato verso il fiume al fine di proteggere maggiormente il repellente.
Riportato il Reno nel suo letto e al canale, i lavori si rivolsero alla costruzione di un argine di chiusura della rotta, lungo 102 m e alto 7 m. Ancora una volta, si ricorse a un nucleo di terra vegetale rivestito con burghe disposte a gradoni e, nella scarpata verso il fiume, anche con sacchi di terra protetti da una rete metallica. L'argine era collegato, alla sua destra, con la diga precedentemente costruita.
In totale furono impiegate 2900 burghe, che finirono per suscitare interesse anche negli ambienti scientifici universitari.
Seguì la sistemazione della chiusa. L'opera fu terminata nel 1894, nei tempi previsti, con una spesa inferiore a quella attesa. Il denaro rimanente fu utilizzato nel 1895 per la prima fase dei lavori volti alla copertura della chiusa con lastroni di granito bianco. Dopo la grande piena la copertura in travi di rovere era infatti in condizioni preoccupanti. Per mancanza di fondi, si procedette a ricoprire un secondo tratto di chiusa solo nel 1907; non trovando però granito bianco, i tecnici ripiegarono su granito rosso, lasciando scoperta solo una piccola zona sulla spalla sinistra della struttura. La copertura fu terminata definitivamente nel 1950, con comune pietra da taglio.
Ancora oggi la chiusa riparata dopo la rotta è integra e funzionante. Ne sono proprietari tutti coloro che ne traggono un beneficio diretto o indiretto; questi costituiscono il Consorzio della Chiusa di Casalecchio e del Canale di Reno.

## Custodi

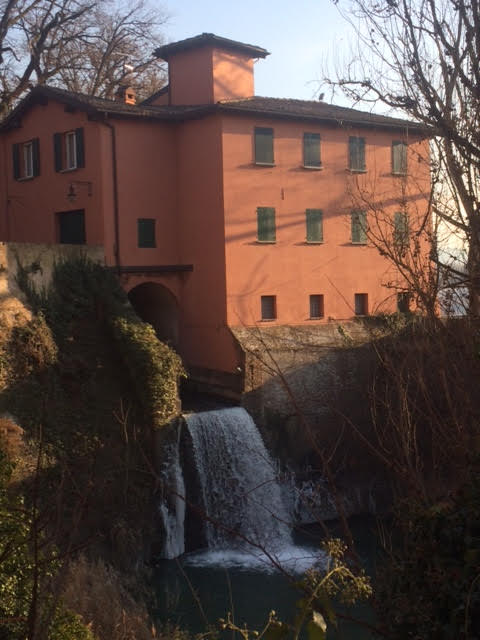
Casa di Guardia "Pracinino"

Nella gestione della acque era fondamentale la figura del custode (o intendente) della Chiusa, che aveva il compito di interpretare i segnali dati dal fiume e di prevedere l'arrivo e la portata delle piene. Visto il potere che aveva sul corretto flusso di energia necessario per il funzionamento delle industrie bolognesi, nucleo vitale dell'economia del territorio, veniva considerato una delle maggiori autorità. La sua importanza era tale che nei cortei legati a rilevanti cerimonie pubbliche era solita sfilare una sua controfigura con un'uniforme di gala. I primi custodi di cui si abbiano con certezza notizie furono membri della famiglia Chierici.
Nel caso in cui minacciasse di esservi un temporale, l'intendente allertava una squadra di manovali perché regolassero il flusso d'acqua nel canale mediante pesanti paratoie di legno. Evitava così il rischio che il canale si riempisse eccessivamente portando ad allagamenti in città. L'intendente tentava inoltre di intuire, a seconda di colore e odore, da dove provenisse l'acqua delle onde di piena. Acque portate da affluenti diversi, infatti, attraversavano terreni diversi e ne erano influenzate.

### La famiglia Chierici
La famiglia Chierici fu responsabile della chiusa a partire dal 1768 e rimase fedele all'incarico fino al 1966. I custodi appartenenti a questa famiglia risiedettero nella Casa di Guardia "Pracinino", costruita dall'ingegnere Ghedini nel 1829 proprio per questo scopo.
Il primo intendente appartenente alla famiglia Chierici fu Giovanni I (1753-1833): nominato intendente in virtù di passate cariche ricoperte nell'arte della seta, era uomo di buona cultura e sapere tecnico. Gli succedette il figlio Serafino I (1812-1879): patriota di orientamento liberale, industriale, pubblico amministratore. Ebbe cinque figli e lasciò la gestione della chiusa al maggiore, Giovanni II (1843-1921), che dovette affrontare la complessa vicenda legata alla piena del 1º ottobre 1893. Alla sua morte, prese le redini dell'ufficio il figlio Serafino II (1883-1966), famoso per le sue imprese di salvataggio di bagnanti che rischiavano l'annegamento nel fiume. Gli succedette infine il figlio minore Cesare II (1924-2007).

### Oggi
Da qualche anno il lavoro di custode è affidato al geometra Cella Davide, che può servirsi nel suo lavoro di moderne tecnologie telematiche per monitorare in tempo reale la situazione idrografica del bacino.

## Affresco del Catalani

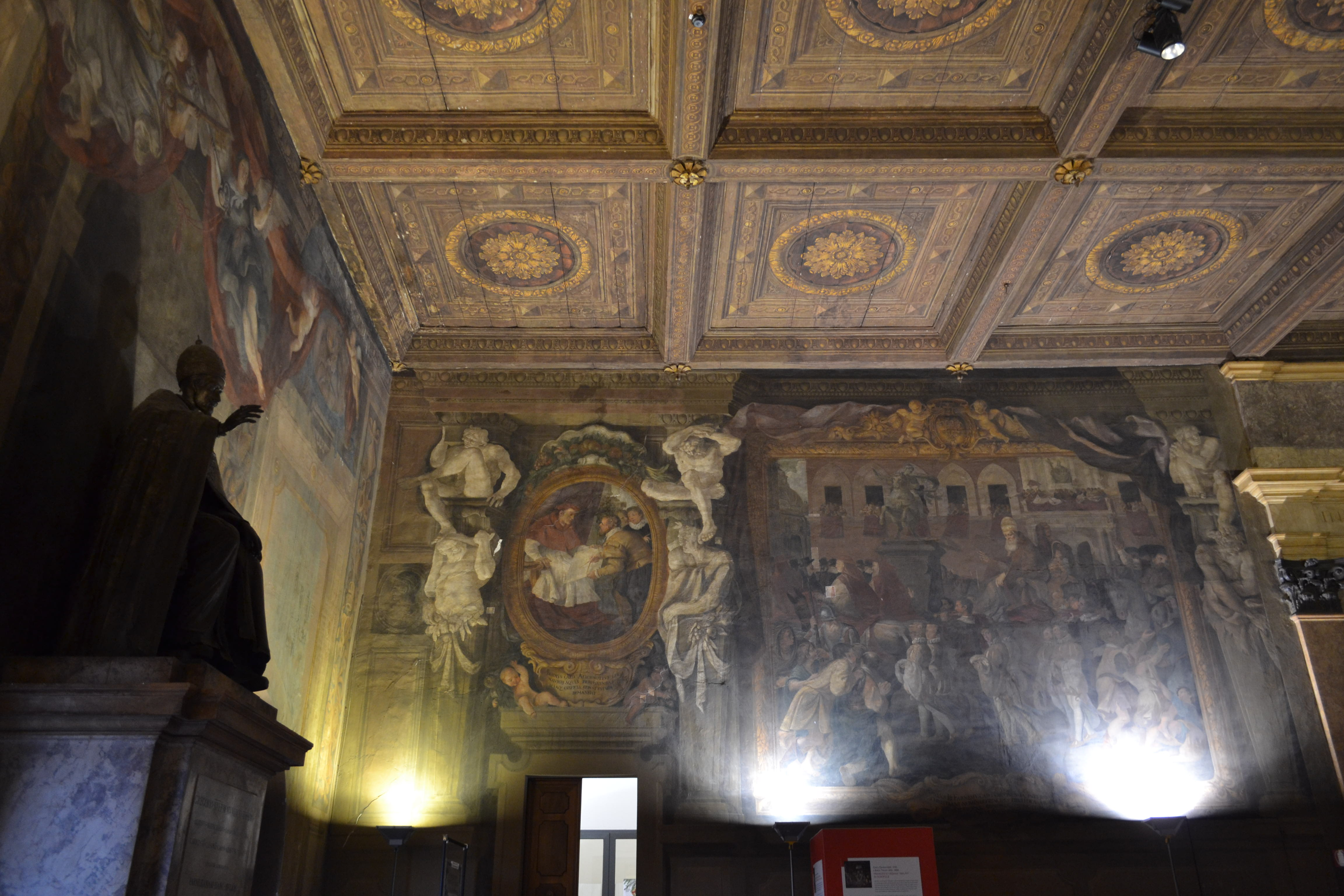
Sulla sinistra: Il Cardinale Egidio Albornoz esamina i progetti per i lavori alla chiusa di Casalecchio e al canale di Reno di Antonio Catalani e Girolamo Bonini

Nella sala Farnese del Palazzo Comunale di Bologna si trova un affresco, risalente al 1658-1660 e realizzato da Antonio Catalani detto "Il Romano", che ritrae il Cardinale Albornoz nell'atto di esaminare progetti per la costruzione della chiusa.

## La visita degli ingegneri
Dalla creazione del canale di Reno fino allo scoppio della seconda guerra mondiale fu tradizione che, durante il periodo della secca, una commissione di tecnici percorresse a piedi le rive del canale di Reno, da Bologna sino alla chiusa di Casalecchio, per accertarsi dei lavori da eseguire. La visita era solita terminare con un pranzo offerto dalla moglie dell'intendente, che veniva ringraziata con il diritto di sfalcio e vendita dell'erba del viale di accesso alla chiusa. Il pranzo presentava, per lo meno nel Novecento, sempre il medesimo menù, che prevedeva vini della tenuta dei marchesi Talon Sampieri, salumi e crostini, tagliatelle con ragù alle rigaglie di pollo, buconotti (vol-au-vent) ripieni, arrosti misti di carne e pollo, torta ricciolina, fragole e gelato.

## UNESCO
Nel dicembre del 2010 L'UNESCO ha dichiarato la chiusa di Casalecchio "Patrimonio messaggero di una cultura di pace a favore dei giovani". Presso la Casa di Guardia "Pracinino" è stata affissa, il 26 marzo 2011, una targa in ricordo del riconoscimento. Essa riporta la scritta: "L'acqua è sorgente di vita, la sua conservazione e condivisione con i vicini sono sorgenti di pace".